# Цисрейнська республіка

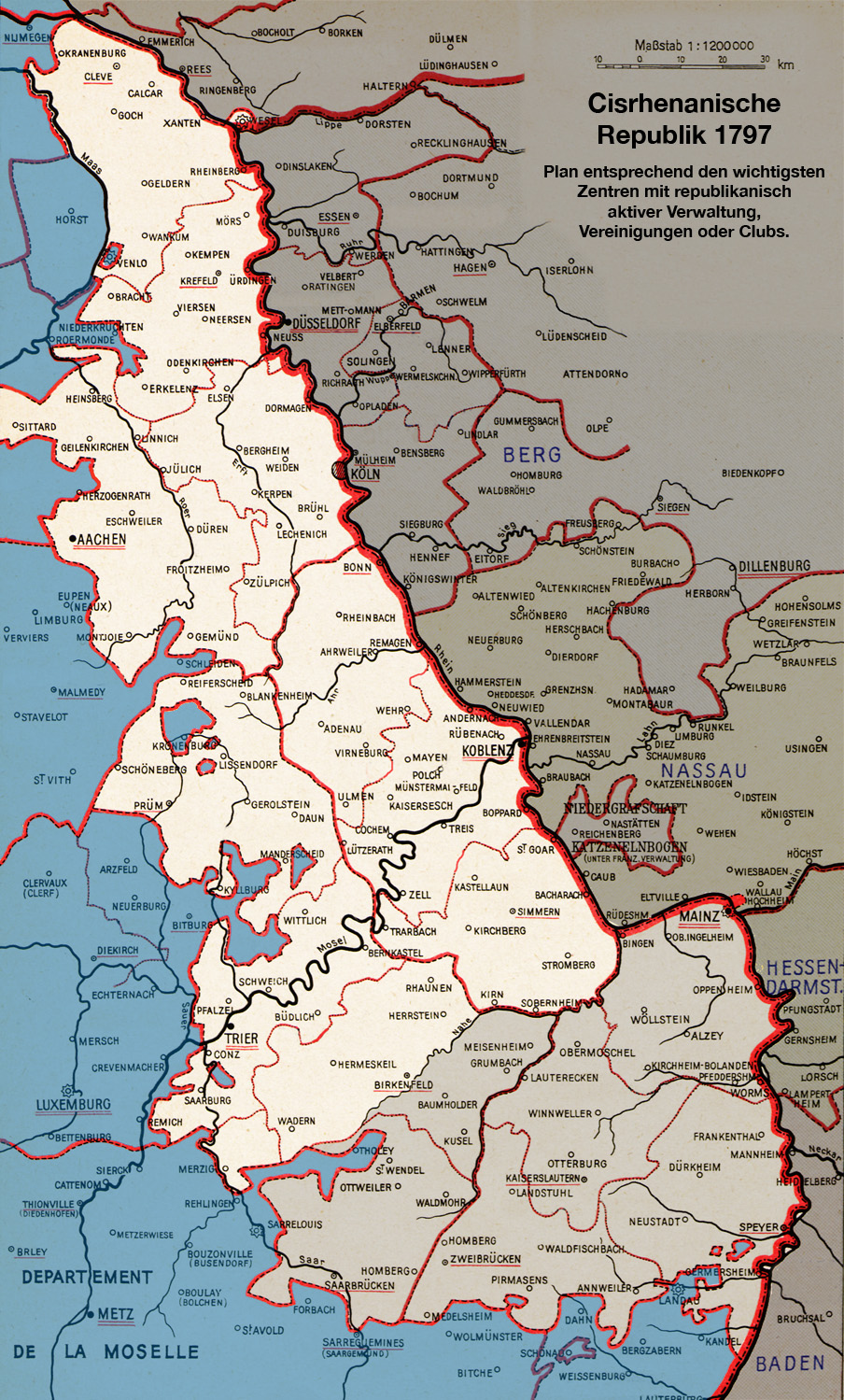

Цисрейнська республіка (нім. Cisrhenanische Republik; фр. République cisrhénane) — французька сестринська республіка створена 28 серпня 1797, на західному березі річки Рейн, за часів французької окупації.
Відповідно до умов Базельського миру в 1795, Прусське королівство було змушене поступитися всіма своїми територіями на захід від Рейну, зокрема Майнцьким, Кельнським, Трірським князівствами-єпископствами, Пфальцьким курфюрством, Юліським і Клевським герцогствами і Вільним містом Аахен. Усі вони були об'єднанні у Цисрейнську республіку під протекцією французького генерала Луї-Лазара Гоша.
Згідно з Кампо-Формійським миром від 18 жовтня 1797, область була перепідпорядкована Франції, але офіційна анексія відбулась 23 вересня 1802. У 1798, території на чолі з французьким комісаром Франсуа Жозеф Рудлером були перетворені у департаменти Рур, Рейн-ет-Мозель, Саар і Монт-Тоннерре (Доннерсберг). Включення західного берегу Рейну до складу Французької імперії призвело до Німецької медіатизації (Reichsdeputationshauptschluss).